# Traglasten

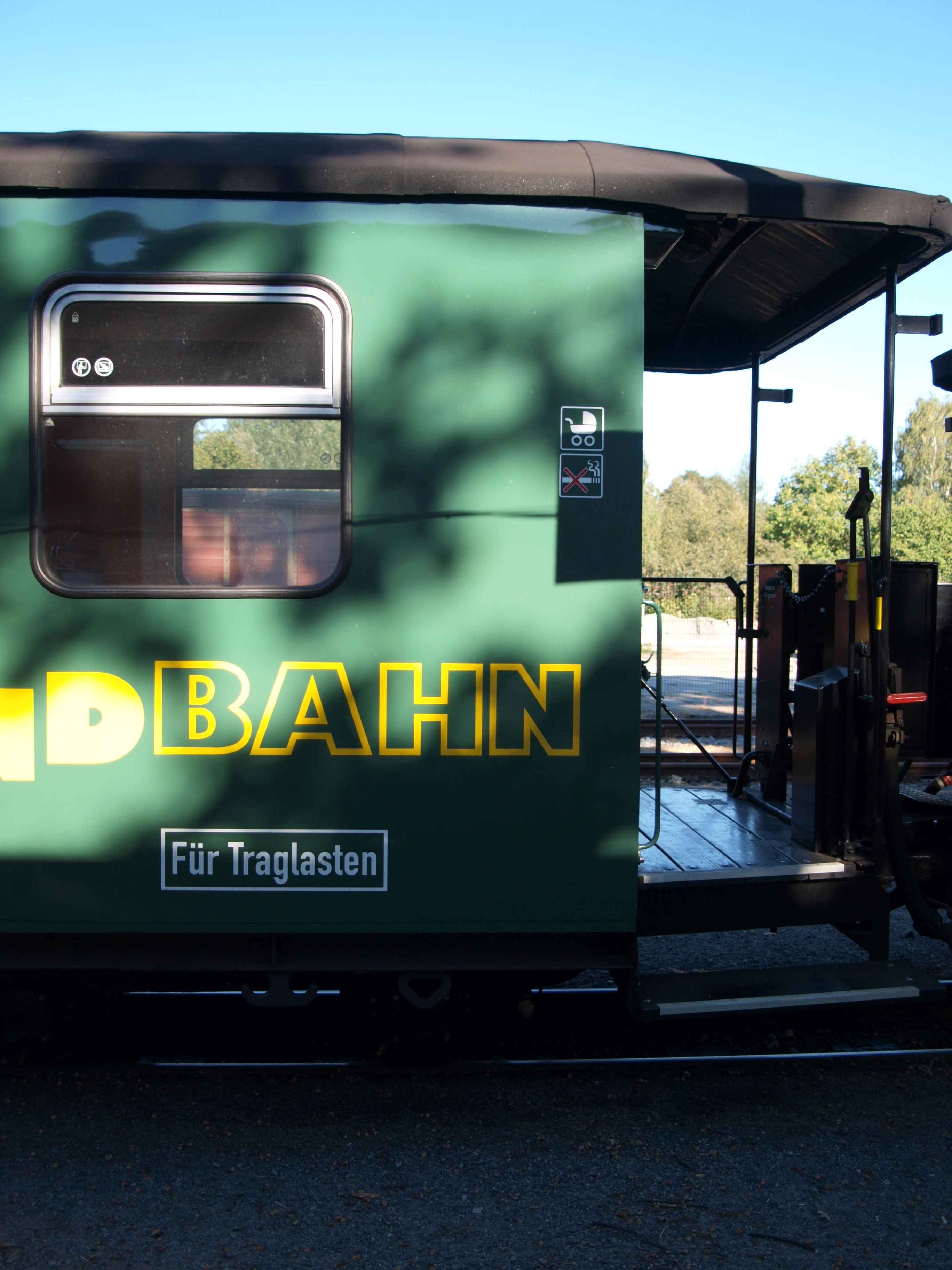
Traglastenabteil

Traglasten sind im deutschen Eisenbahnverkehr Güter, die vom Reisenden getragen werden und somit in einem Reisezugwagen befördert werden können. Ist das Gepäck so groß oder schwer, dass es von einer Person nicht getragen werden kann, wird dieses nur im Rahmen der Güterbeförderung transportiert. Reisende mit Traglasten hatten, sofern vorhanden, die 4. Klasse zu benutzen. 
Nach Abschaffung der 4. Klasse 1928 wurden Wagen dieser Klasse teilweise als Reisezugwagen 3. Klasse mit Traglastenabteil weiterbetrieben. Aber auch in später gebauten Fahrzeugen zur Personenbeförderung wie den Hamburger S-Bahn-Zügen oder den dreiachsigen Reko-Wagen der DR gab es teilweise ein Traglastenabteil. Heute werden entsprechende Fahrgasträume als Mehrzweckabteil bezeichnet. Der Begriff Traglastenabteil wird heute in Deutschland nur noch aus musealen Gründen verwendet, vor allem bei Schmalspurbahnen.